# Copenhagen Towers 2018
Questa voce raccoglie le informazioni riguardanti i Copenhagen Towers nelle competizioni ufficiali della stagione 2018.

## Nationalligaen 2018

### Stagione regolare
| Gentofte 8 aprile 2018, ore 15:00 1ª giornata | Copenhagen Towers | 40 – 0 referto | Frederikssund Oaks | Gentofte Sportspark |

| Copenaghen 22 aprile 2018, ore 14:00 3ª giornata | Copenhagen Tomahawks | 22 – 42 referto | Copenhagen Towers | Valby Idrætspark |

| Nærum 27 maggio 2018, ore 14:00 8ª giornata | Søllerød Gold Diggers | 46 – 70 referto | Copenhagen Towers | Rundforbi Stadion |

| Vejle 3 giugno 2018, ore 14:00 9ª giornata | Triangle Razorbacks | 39 – 47 referto | Copenhagen Towers | Vejle Atletikstadion |

| Gentofte 16 giugno 2018, ore 14:00 11ª giornata | Copenhagen Towers | 35 – 20 referto | Aarhus Tigers | Gentofte Sportspark |

| Gentofte 23 giugno 2018, ore 14:00 12ª giornata | Copenhagen Towers | 50 – 9 referto | AaB 89ers | Gentofte Sportspark |

| Gentofte 24 agosto 2018, ore 19:00 16ª giornata | Copenhagen Towers | 41 – 20 referto | Søllerød Gold Diggers | Gentofte Sportspark |

| Viby J 1º settembre 2018, ore 14:00 17ª giornata | Aarhus Tigers | 8 – 45 referto | Copenhagen Towers | Bøgeskov Idrætsanlæg |

| Gentofte 8 settembre 2018, ore 14:00 18ª giornata | Copenhagen Towers | 49 – 14 referto | Triangle Razorbacks | Gentofte Sportspark |

| Aalborg 15 settembre 2018, ore 14:00 19ª giornata | AaB 89ers | 8 – 57 referto | Copenhagen Towers | Aab's anlæg |

### Playoff
| Gentofte 29 settembre 2018, ore 16:00 Semifinale | Copenhagen Towers | 49 – 18 referto | AaB 89ers | Gentofte Sportspark |

| Slagelse 13 ottobre 2018 Mermaid Bowl | Copenhagen Towers | 23 – 22 referto | Triangle Razorbacks | Harboe Arena Slagelse |

## IFAF Northern European Football League 2018

### Stagione regolare
| Oslo 14 aprile 2018, ore 12:00 1ª giornata | Oslo Vikings | 10 – 21 | Copenhagen Towers |  |

| Gentofte 28 aprile 2018, ore 16:00 2ª giornata | Copenhagen Towers | 50 – 7 | Tamworth Phoenix | Gentofte Sportspark |

| 9 giugno 2018, ore 13:00 4ª giornata | Carlstad Crusaders | 43 – 44 | Copenhagen Towers |  |

## IFAF Europe Superfinal 2018

### Incontro unico
| Gentofte 30 giugno 2018 Superfinal | Copenhagen Towers | 20 – 45 | Tirol Raiders | Gentofte Sportspark |

## Statistiche di squadra
| Competizione         | %Vittorie | In casa | In casa | In casa | In casa | In casa | In casa | In trasferta | In trasferta | In trasferta | In trasferta | In trasferta | In trasferta | Totale | Totale | Totale | Totale | Totale | Totale |
| Competizione         | %Vittorie | G       | V       | N       | P       | Pf      | Ps      | G            | V            | N            | P            | Pf           | Ps           | G      | V      | N      | P      | Pf     | Ps     |
| -------------------- | --------- | ------- | ------- | ------- | ------- | ------- | ------- | ------------ | ------------ | ------------ | ------------ | ------------ | ------------ | ------ | ------ | ------ | ------ | ------ | ------ |
| NL Stagione regolare | 1.000     | 5       | 5       | 0       | 0       | 215     | 63      | 5            | 5            | 0            | 0            | 261          | 123          | 10     | 10     | 0      | 0      | 476    | 186    |
| NL Playoff           | 1.000     | 2       | 2       | 0       | 0       | 72      | 40      | 0            | 0            | 0            | 0            | 0            | 0            | 2      | 2      | 0      | 0      | 72     | 40     |
| NEFL                 | 1.000     | 1       | 1       | 0       | 0       | 50      | 7       | 2            | 2            | 0            | 0            | 65           | 53           | 3      | 3      | 0      | 0      | 115    | 60     |
| SF                   | .000      | 1       | 0       | 0       | 1       | 20      | 45      | 0            | 0            | 0            | 0            | 0            | 0            | 1      | 0      | 0      | 1      | 20     | 45     |
| Totale               | .938      | 9       | 8       | 0       | 1       | 357     | 155     | 7            | 7            | 0            | 0            | 326          | 176          | 16     | 15     | 0      | 1      | 683    | 331    |